# Mersen
Ne doit pas être confondu avec Meerssen ou Mersenne.
Pour l’article homonyme, voir Anne-Marie Mersen.
Mersen, anciennement Carbone Lorraine, est un fabricant de matériaux avancés (spécialités graphite, équipements anticorrosion...) et de spécialités électriques (protection et contrôle électrique…). Il est coté à la Bourse de Paris depuis 1937.

## Histoire
Le groupe Mersen, anciennement Carbone Lorraine (jusqu'au 20 mai 2010) est issu de la Compagnie lorraine de charbons pour l’électricité créée en 1891 à Pagny-sur-Moselle (Lorraine), où le groupe possède toujours une usine. En 1937, elle fusionne avec l'entreprise Le Carbone, installée à Gennevilliers (Hauts-de-Seine) où le groupe conserve et exploite l'usine d'origine.

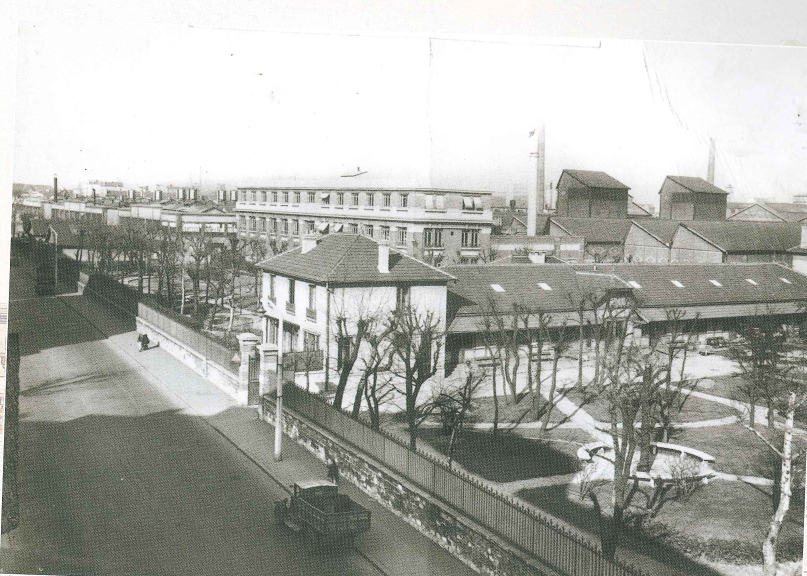
Usine Carbone Lorraine à Gennevilliers (1948)

La Compagnie lorraine de charbons pour l’électricité voit le jour en Meurthe-et-Moselle en 1891. Elle y fabrique d’abord des moteurs électriques, des dynamos et des lampes d’éclairage avant de produire des « charbons » destinés à l’éclairage électrique. Parallèlement, la société Le Carbone, fondée en 1892 en région parisienne, produit des balais pour moteurs électriques. En 1893, Charles Street, ingénieur chez Le Carbone, découvre et brevète le procédé de la graphitation du carbone qui permet la fabrication de graphite synthétique. Il brevète son idée sous l’intitulé « Système de four électrique continu ». En 1897, Otto Neumann et Willy Blumenthal, rencontrés à la Foire de Francfort en 1891, créent la filiale francfortoise.
Dans les années 1980, le Groupe Pechiney prend une participation majoritaire (61 %) de Carbone Lorraine et se lance dans une stratégie de croissance externe et de diversification. L’entreprise se développe au-delà de sa fabrication principale de balais en graphite et démarre celle des disques de frein carbone/carbone.
En outre, elle fait l’acquisition d’un certain nombre de ses concurrents tels que Ferraz, l’un des plus grands fabricants de fusibles et de systèmes de protection électrique. Puis, elle prend le contrôle de Stackpole, ce qui lui permet de devenir l’un des leaders mondiaux de la production de graphite.
En 1995, Pechiney vend 21 % de sa participation à Paribas Affaires Industrielles (PAI). Au cours des années suivantes, Carbone Lorraine se renforce en réalisant des acquisitions en Europe et aux États-Unis, en particulier elle a réalisé en 1999 l’acquisition de la division Protection Électrique Gould-Shawmut, lui permettant de devenir un leader de la protection des semi-conducteurs de puissance. En 2005, Paribas vend ses actions Carbone Lorraine sur le marché.
En mai 2010, l’assemblée générale des actionnaires approuve le changement de nom du groupe proposé par la direction. Carbone Lorraine devient alors Mersen. Ce nom est un hommage à Marin Mersenne, mathématicien et philosophe du XVIIe siècle et constitue également l'acronyme de "Material, Electrical, Research, Sustainable, Energy".
Luc Themelin est directeur général du groupe Mersen depuis 2016. Il a rejoint le groupe en 1993 en tant qu’ingénieur recherche et développement,.
En 2018, le groupe a annoncé avoir remporté un contrat avec Longi, un de ses partenaires historiques sur le marché du solaire en Chine.
En 2020, la direction de Mersen annonce signer un partenariat de long terme avec le groupe allemand Marquardt (en). En 2021, c'est un contrat de deux millions d'euros qui est signé avec le groupe chinois RongXin Power Electronic. Mersen annonce également avoir signé un partenariat stratégique avec la société Soitec pour développer de nouveaux substrats en carbure de silicium pour le marché du véhicule électrique,.
Le groupe poursuit ses investissements, soit pour répondre à des marchés en croissance (le marché des semi-conducteurs en Corée du Sud et le marche des véhicules électriques) soit pour améliorer ses procédés et réduire son impact environnemental.
Depuis mars 2023, Mersen fait partie de l’indice SBF120 d’Euronext Paris. En mars, Mersen annonce un contrat avec Wolfspeed et un nouveau plan de croissance à l’horizon 2027 pour atteindre 1,7 milliard d’euros, et réalise une augmentation de capital de 100 M€,.

## Activités et marchés
Mersen vend ses produits et solutions sur de nombreux marchés comme les énergies renouvelables (solaire, éolien), les semi-conducteurs, les véhicules électriques, ou le transport ferroviaire. À cette fin, le groupe est structuré en deux pôles. Le premier pôle travaille sur les matériaux avancés, développe des équipements et technologies pour la résistance à très haute température, la protection contre la corrosion, et la transmission de courant. L’autre pôle se focalise sur le marché de l’énergie électrique via la conversion de puissance et la protection des équipements et des personnes.

### À l'international
Mersen possède 55 sites industriels dans 33 pays sur 4 continents. Ces sites sont au nombre de 19 en Europe, 19 en Amérique du Nord, 13 en Asie - Pacifique, et 4 en Amérique du Sud - Afrique. Il dispose également de 21 centres de Recherche et Développement,. 

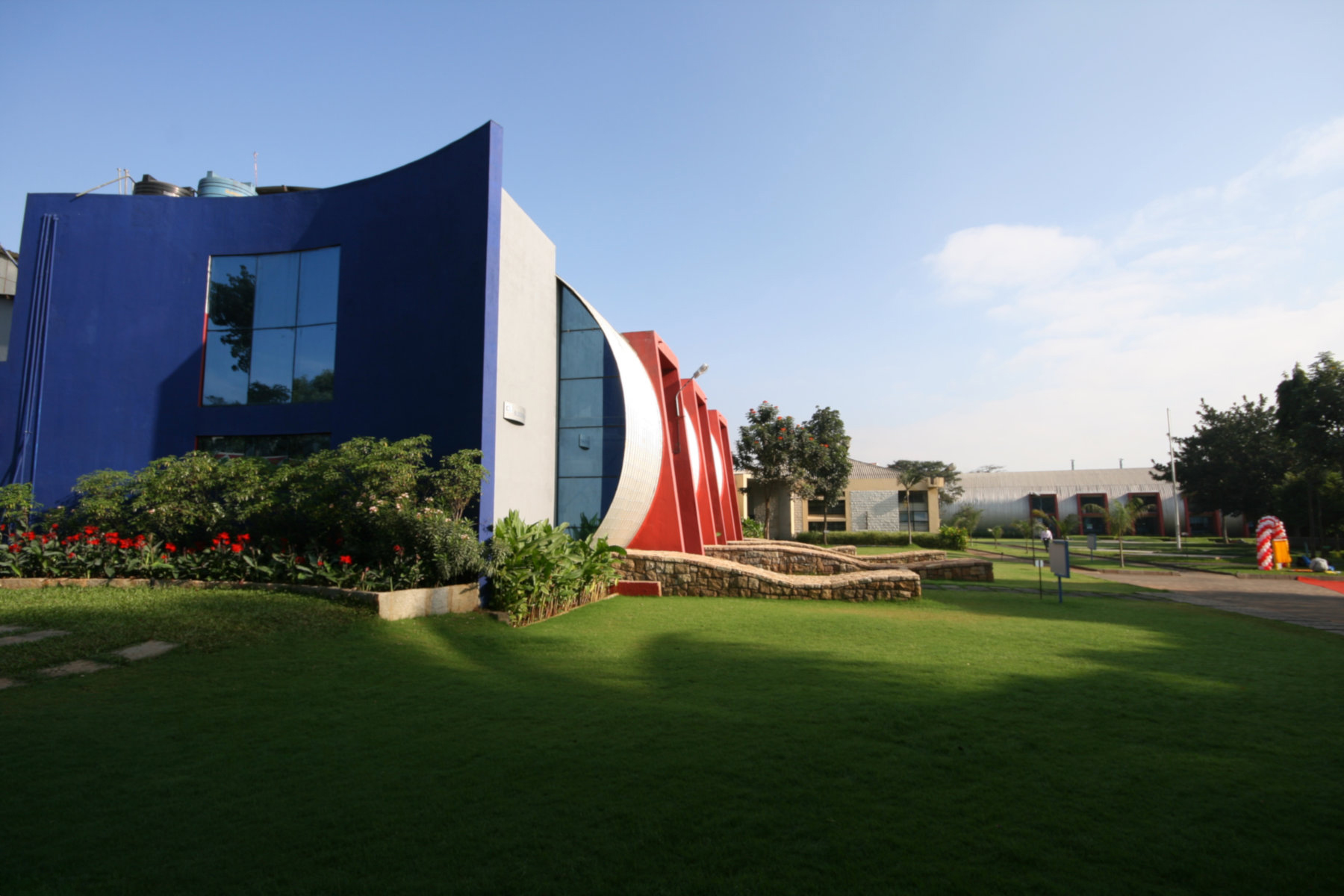
Site de Mersen Bommasandra à proximité de Bangalore en Inde